# Мнемозине (лептир)
Мнемозина (лат. Parnassius mnemosyne) инсект је из реда лептира (лат. Lepidoptera) и породице једрилаца (лат. Papilionidae). 

## Опис
Основна боја крила Мнемозине је бела, при чему су горња крила провидна при врху. У бази крила има нешто црне боје, а на предњим крилима су још и две црне тачкице. Нерватура крила је такође црна. Оплођене женки на стомаку имају сфрагис (лат. sphragis) – хитински омотача добијен од мужјака који спречава поновно парење. Распон крила је између 50 и 70 mm. Донекле је сличан глоговцу, али се лако може разликовати по клизећем лету и црним тачкама на предњем крилу. 
Врста презимљава у стадијуму јајета, али је тада већ формирана гусеница првог ступња. Пресвлаче се само три пута. Најпре су веома налик гусеницама аполона (лат. Parnassius apollo), црног, сомотастог интегумента и субдорзално маркиране јарким пољима. Зреле гусенице су светлије, смеђе боје. Медиодорзална линија је сачињена од црних маркација на почетку сваког сегмента. 

## Распрострањење и станиште
Среће се на влажним ливадама, дуж шума, жбњака и речних обала или на заклоњеним планинским пропланцима. Мнемозине се у Европи наводи као локална врста, а у Србији га има у већем делу земље, иако у малом броју.

## Биљке хранитељке
Овој врсти су хранитељке биљке из рода Галерија Corydalis (у народу познате као млађе): C. cava, C. intermedia и C. solida.